# Гливенко Валерій Іванович
Вале́рій Іва́нович Гливе́нко (21 грудня 1896 (2 січня 1897), Київ — 15 лютого 1940, Москва) — український радянський математик. Основні праці присвячені основам математики, теорії функцій дійсної змінної, теорії ймовірностей та математичній статистиці. Викладав у Московському індустріальному педагогічному інституті, доки не помер у віці 43 років.

## Вшанування пам'яті

### Названі на його честь
- Теорема Гливенка[en]
- Теорема Гливенка-Кантеллі[en]
- Теорема Гливенка-Стоуна[en]
- Клас Гливенка — Кантеллі[en]
- Трансляція подвійного заперечення за Гливенком[en]